# The Somberlain
The Somberlain – pierwszy pełny album szwedzkiej grupy blackmetalowej i melodic death metalowej Dissection, wydany w roku 1993.
The Somberlain pierwotnie miał być albumem melodic death metalowym, jednak z powodu tego, że zawiera elementy black metalowe został wydany jako album black death metal.
Album The Somberlain został zadedykowany przez zespół Dissection, Euronymousowi który tego samego roku (1993) został zamordowany.

## Lista utworów
1. "Black Horizons" (Nödtveidt/Zwetsloot) – 8:12
2. "The Somberlain" (Nödtveidt) – 7:08
3. "Crimson Towers" (Zwetsloot) – 0:50
4. "A Land Forlorn" (Nödtveidt/Palmdahl) – 6:40
5. "Heaven's Damnation" (Nödtveidt/Zwetsloot) – 4:42
6. "Frozen" (Nödtveidt) – 3:48
7. "Into Infinite Obscurity" (Zwetsloot/Niklas Andreasson) – 1:06
8. "In the Cold Winds of Nowhere" (Nödtveidt/Zwetsloot) – 4:22
9. "The Grief Prophecy / Shadows over a Lost Kingdom" (Nödtveidt/Öhman) – 3:32
10. "Mistress of the Bleeding Sorrow" (Nödtveidt/Zwetsloot) – 4:37
11. "Feathers Fell" (Zwetsloot)– 0:41

2 CD (wydanie wznowione)
1. "Frozen (Live Recording '95)"
2. "The Somberlain (Live Recoring '95)"
3. "Shadows over a Lost Kingdom (EP 1991)"
4. "The Son of The Mourning (EP 1991)"
5. "Into Infinite Obscurity (EP 1991)"
6. "Frozen (Demo 1992)"
7. "In the Cold Winds of Nowhere (Demo 1992)"
8. "Feathers Fell (Demo 1992)"
9. "Mistress of Bleeding Sorrow (Demo 1992)"
10. "The Call of the Mist (Demo 1990)"
11. "Severed into Shreds (Rehearsal 1990)"
12. "Satanized (Rehearsal 1991)"
13. "Born in Fire (Rehearsal 1991)"

## Twórcy
- Jon Nödtveidt – wokal, gitara
- John Zwetsloot – gitara
- Ole Öhman – perkusja
- Peter Palmdahl – gitara basowa
- Niklas Andreasson – kompozytor "Into Infinite Obscurity"
- Necrolord – okładka płyty
- Dan Swanö – technik